# Lijst van spelers van het Ecuadoraanse voetbalelftal
Deze lijst van spelers van het Ecuadoraans voetbalelftal geeft een overzicht van alle voetballers die minimaal vijftig officiële interlands achter hun naam hebben staan voor Ecuador. Vetgezette namen zijn in 2024 nog in actie gekomen voor de nationale ploeg.

## Overzicht
- Bijgewerkt tot en met WK-kwalificatieduel tegen  Colombia op 20 november 2024

| Naam speler           | Debuut     | Laatst     | Interlands | Goals |
| --------------------- | ---------- | ---------- | ---------- | ----- |
| Iván Hurtado          | 24/05/1992 | 14/10/2014 | 168        | 4     |
| Walter Ayoví          | 07/06/2001 | 28/03/2017 | 121        | 9     |
| Edison Méndez         | 08/03/2000 | 20/06/2014 | 112        | 18    |
| Álex Aguinaga         | 05/03/1987 | 13/07/2004 | 109        | 23    |
| Ulises de la Cruz     | 28/05/1995 | 16/05/2010 | 101        | 6     |
| Luis Capurro          | 06/02/1985 | 09/02/2003 | 100        | 1     |
| Luis Antonio Valencia | 28/04/2004 | 25/06/2019 | 99         | 11    |
| Enner Valencia        | 01/03/2012 | 20/11/2024 | 95         | 44    |
| Giovanny Espinoza     | 25/06/2000 | 10/10/2009 | 90         | 3     |
| Segundo Castillo      | 12/02/2003 | 17/11/2015 | 88         | 9     |
| José Cevallos         | 21/09/1994 | 2009       | 88         | 0     |
| Cléber Chalá          | 24/05/1992 | 13/07/2004 | 86         | 6     |
| Christian Noboa       | 28/03/2009 | 23/06/2021 | 83         | 4     |
| Alexander Domínguez   | 26/03/2011 | 05/07/2024 | 78         | 0     |
| Edwin Tenorio         | 14/10/1998 | 01/07/2007 | 78         | 0     |
| Ángel Fernández       | 05/06/1991 | 10/10/2004 | 77         | 12    |
| Marlon Ayoví          | 14/10/1998 | 21/01/2007 | 76         | 5     |
| Juan Carlos Paredes   | 05/09/2010 | 27/03/2019 | 75         | 0     |
| Eduardo Hurtado       | 24/05/1992 | 20/09/2000 | 74         | 26    |
| Agustín Delgado       | 17/08/1994 | 2011       | 72         | 31    |
| Felipe Caicedo        | 04/05/2005 | 05/09/2017 | 68         | 22    |
| Carlos Gruezo         | 17/05/2014 | 20/11/2024 | 65         | 1     |
| Frickson Erazo        | 21/04/2011 | 12/10/2018 | 64         | 2     |
| Jorge Guagua          | 02/06/2001 | 17/11/2015 | 64         | 3     |
| Jefferson Montero     | 21/11/2007 | 16/11/2018 | 64         | 10    |
| Ángel Mena            | 29/03/2015 | 15/11/2024 | 62         | 8     |
| Cristian Benítez      | 17/08/2005 | 2013       | 61         | 25    |
| Héctor Carabali       | 24/05/1992 | 07/07/1999 | 58         | 2     |
| Alfonso Obregón       | 25/10/1995 | 10/07/2004 | 58         | 0     |
| Iván Kaviedes         | 14/10/1998 | 2011       | 57         | 16    |
| Alberto Montaño       | 27/05/1992 | 03/06/2000 | 57         | 3     |
| Neicer Reasco         | 14/10/1998 | 2011       | 56         | 0     |
| Raúl Avilés           | 05/03/1987 | 19/09/1993 | 55         | 16    |
| Gabriel Achilier      | 26/03/2008 | 22/06/2019 | 54         | 1     |
| Byron Tenorio         | 07/06/1988 | 12/01/1997 | 53         | 3     |
| Moisés Caicedo        | 09/10/2020 | 20/11/2024 | 51         | 3     |
| Carlos Tenorio        | 14/11/2001 | 2009       | 51         | 12    |
| Hólger Quiñónez       | 07/12/1984 | 04/07/1999 | 50         | 0     |
| Luis Saritama         | 11/06/2003 | 2014       | 50         | 0     |

FEF · A-internationals · Bondscoaches · Selecties · Statistieken · Ecuadoraans vrouwenelftal · Olympisch elftal · Ecuador U21 · Ecuador U20 · Ecuador U18 · Ecuador U17
1938 – 1949 ·
1950 – 1959 ·
1960 – 1969 ·
1970 – 1979 ·
1980 – 1989 ·
1990 – 1999 ·
2000 – 2009 ·
2010 – 2019 ·
2020 − 2029
WK 2002 · 
WK 2006 · 
WK 2014
1938 · 
1939 · 
1940 · 
1941 · 
1942 · 
1943 · 1944 · 
1945 · 
1946 · 
1947 · 
1948 · 
1949 · 
1950 · 1951 · 1952 · 
1953 · 
1954 · 
1955 · 
1956 · 
1957 · 
1958 · 
1959 · 
1960 · 
1961 · 1962 · 
1963 · 
1964 · 
1965 · 
1966 · 
1967 · 1968 · 
1969 · 
1970 · 
1971 · 
1972 · 
1973 · 
1974 · 
1975 · 
1976 · 
1977 · 
1978 · 
1979 · 
1980 · 
1981 · 
1982 · 
1983 · 
1984 · 
1985 · 
1986 · 
1987 · 
1988 · 
1989 · 
1990 · 
1991 · 
1992 · 
1993 · 
1994 · 
1995 · 
1996 · 
1997 · 
1998 · 
1999 · 
2000 · 
2001 · 
2002 · 
2003 · 
2004 · 
2005 · 
2006 · 
2007 · 
2008 · 
2009 · 
2010 · 
2011 · 
2012 · 
2013 · 
2014 · 
2015 · 
2016 · 
2017 ·
2018 ·
2019 ·
2020 ·
2021 ·
2022
Argentinië ·
Armenië ·
Australië ·
Bolivia · 
Brazilië ·
Bulgarije ·
Canada ·
Chili ·
Colombia ·
Costa Rica ·
Cuba ·
Denemarken ·
DDR ·
Duitsland ·
El Salvador ·
Engeland ·
Estland ·
Finland ·
Frankrijk ·
Griekenland ·
Guatemala ·
Haïti ·
Honduras ·
Ierland ·
Irak ·
Iran ·
Italië ·
Jamaica ·
Japan ·
Joegoslavië ·
Jordanië ·
Kaapverdië ·
Koeweit ·
Kroatië · 
Libanon ·
Mexico ·
Nederland ·
Nigeria ·
Noord-Macedonië ·
Oeganda ·
Oman ·
Panama ·
Paraguay ·
Peru ·
Polen ·
Portugal ·
Qatar ·
Roemenië ·
Saoedi-Arabië ·
Schotland ·
Senegal ·
Spanje ·
Trinidad en Tobago ·
Turkije · 
Uruguay ·
Venezuela ·
Verenigde Staten ·
Wit-Rusland ·
Zambia ·
Zuid-Afrika ·
Zuid-Korea ·
Zweden ·
Zwitserland
Costa Rica (2006) · 
Duitsland (2006) · 
Engeland (2006) · 
Frankrijk (2014) · 
Honduras (2014) · 
Nederland (2022) · 
Polen (2006) · 
Qatar (2022) · 
Zwitserland (2014)